# وقود أحفوري

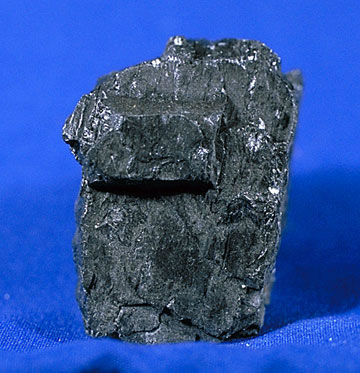

الوقود الأحفوري هو وقود يُستعمل لإنتاج الطاقة الأحفورية. ويستخرج الوقود الأحفوري من المواد الأحفورية كالفحم الحجري، الفحم، الغاز الطبيعي، ومن النفط.
وتستخرج هذه المواد بدورها من باطن الأرض وتحترق في الهواء مع الأكسجين لإنتاج حرارة تستخدم في كافة الميادين.يستخرج من باطن الأرض.
يعتمد تركيب الوقود الأحفوري على دورة الكربون في الطبيعة، وبهذا تُخَزَّن الطاقة (الشمسية) عبر العصور القديمة ليتم اليوم استخدام هذه الطاقة. حسب التقديرات العالمية ستغطي المصادر الأحفورية في عام 2030 حوالي 90% من الحاجة العالمية للطاقة. في عام 2005 بلغت هذه النسبة 81%
أما الكتلة الحيوية فهي تستخرج من الخشب ومن فضلات عضوية مختلفة.
وقد قامت الثورة الصناعية في القرنين الثامن والتاسع عشر تزامنا مع استعمال الطاقة الأحفورية في المجال التقني، وخاصة الفحم الحجري في ذاك الوقت. أما في يومنا هذا، فيلعب النفط الخام الدور الأكبر في تلبية احتياجات الطاقة نظرا لسهولة استخراجه ومعالجته ونقله، مما يجعله أزهد ثمنا.
وكما سبق، تعتمد مواد الاحتراق الأحفورية على مركبات عنصر الكربون. عند احتراق الكربون مع غاز الأكسجين تنبعث طاقة على شكل حرارة إضافة إلى انبعاث غاز ثاني أكسيد الكربون ومواد كيميائية أخرى كأكسيد النيتروجين والسُّخام وكميات من الجسيمات.

## الاحتياطات
استنادا إلى الأساليب الحالية المتبعة لتقدير احتياطات الوقود الأحفوري التي يمكن استخراجها بشكل ذو مردود مادّي، يبلغ أمد استخدام الفحم الحجري 150 عاما، والغاز 60 عاما، والنفط الخام حوالي 40 عاما، مع اعتبارنا أن كمية الاستهلاك للطاقة بقيت ثابتة. (مدى ثابت لتقدير الاحتياط النفطي)
و بلغ المدى الثابت للاحتياطات النفطية في عام 1919 حوالي 20 سنة فقط. بينما يصل اليوم إلى 35-40 سنة، وذلك نظرا إلى الإيجاد المستمر لإحتياطات جديدة، وبفضل طرق وأساليب جديدة ومحسّنة تسهّل اليوم استخراج الوقود عما كانت عليه في أوائل القرن العشرين.
المتوقع في العقود القادمة وصول احتياج الطاقة لذروته، مما سيرفع ذروة إنتاج النفط (انظر ذروة إنتاج نفط). وبهذا يتوقع أن ينخفض حجم الإنتاج النفطي، مما يعني أن هذه الثغرة في الإمداد يجب أن يتم سدها عبر استهلاك أقل للطاقة، وباستخدام طاقات بديلة كالطاقة المتجددة مثلا، بحيث يتم الاستغناء شيئا فشيئا عن الوقود الأحفوري كمصدر رئيسي للطاقة.

## النفط والغاز الطبيعي
ماتت المخلوقات العضوية واستقرّت في قاع المحيطات وسط طبقة من الرسوبيات دون أن يدخل الهواء إليها. وغطتها طبقات أرضية أخرى، حتى تكوّنت فوق هذه المواد العضوية وبفعل مر السنين (حوالي 500 مليون سنة) طبقة عازلة.
و مع عدم وجود الأكسجين فككت البكتيريا هذه المواد العضوية إلى مكونات كيميائية أبسط تركيبا. وبفعل الضغط والحرارة، تكوّنت المركبات الهيدروكربونية.
أما الماء الذي بقى، فتبخّر أو ترسّب. فترتفع عندئذ هذه المواد الهيدروكربونية التي تكون أخف وزنا من الطبقات الأرضية أو الحجرية التي فوقها، لتستقر أخيرا تحت الطبقات الجيولوجية التي تمنع ارتفاعها المستمر هذا.
أما القسم الغازي من هذه المواد وهو الغاز الطبيعي، فيطفو بدوره على الجزء السائل منه (النفط السائل).

## الخث والفحم
تولّد الفحم من بقايا النباتات التي انقطع عنها الهواء - مثلا في المستنقعات - والتي حللتها البكتيريا اللاهوائية وتعرضت لاحقاً لعوامل التعرية ولضغط كبير وحرارة خارجية. أما الماء والشوائب، فقد تطايرت مع الوقت ليكون الخث والفحم بدرجات مختلفة من حيث الخليط والنقاوة والكثافة.
يعتبر الفحم الحجري أكثر أنواع الفحم قيمة وذلك لنقاوته العالية وكثافته الكبيرة، مما يعني أنه يتكون من عنصر الكربون بشكل أساسي. وبهذه المواصفات يمتلك الفحم الحجري على قدرة احتراق و(سعرات حرارية) عالية القيمة.
أما اللّيجنيت وهو من أنواع الفحم الحجري، فهو بني اللون، ويعتبر أقل جودة نظرا لكثافته الأقل ولوجود شوائب من الكبريت فيه. وتكون قدرته الحرارية أقل منها للفحم الحجري الصافي.

## عوامل توافر الطاقة الأحفورية
- حجم الاحتياط.
- فعالية استخدام الطاقة.
- مجال الاستهلاك.
- بعدها عن الطاقات المتجددة.

المصطلح المقابل للطاقة الأحفورية هو الطاقة المتجددة، حيث أن الطاقة المتجددة لا تنضب خلال فترة طويلة من الزمن عند استعمالها، كالطاقة الشمسية والطاقة الريحية والطاقة المائية، بل تتجدد باستمرار. بينما الطاقة الإحفورية تفقد قدرتها على توليد الطاقة حالما احترقت، وبهذا تكون غير متجددة.

## ايجابيات وسلبيات الطاقة الأحفورية
يتميز الوقود الإحفوري بامتلاكه كثافة طاقة عالية وبسهولة نقله وتخزينه. وبمعالجة الوقود الأحفوري بتروكيميائيا، يمكن الاستحصال على أنواع مختلفة منه، وخاصة من الوقود الأحفورية السائلة والغازية، حيث يُستخرج منها وقود وذلك للاستعمالات المختلفة في المحركات والطائرات والسفن بعد المعالجة البتروكيميائية اللازمة.
من سيئات استخدام الطاقة الأحفورية هو احتراق الوقود الأحفورية الذي يعدّ من العوامل الرئيسية لتلوث الهواء والتسبب في الاحتباس الحراري الناتج بدوره عن غازات تغلّف المجال الجوي وتمنع الانعكاس الحراري الصادر من الأرض من انتقاله إلى خارج الكوكب، مما يسبب ارتفاعا في درجات حرارة الأرض، ويزيد التصحر والجفاف.
في نوفمبر 2023 حذرت الأمم المتحدة من أنّ خطط توسيع إنتاج النفط والغاز والفحم من قبل الدول المنتجة الكبرى، تُهدّد الهدف المتمثّل في الحد من ارتفاع درجة الحرارة عند 1,5 درجة مئوية.